# Sascha Stein
Sascha Stein (* 19. Oktober 1984 in Birkenau) ist ein deutscher Dartspieler.

## Karriere
Vor seiner Laufbahn bei der PDC war Stein eher als E-Dartspieler bekannt. 2014 war er berechtigt, an der Bull’s Super League Germany teilzunehmen. Er erreichte das Finale, doch verlor dieses mit 10-8 gegen Max Hopp. Der Sieger des Turniers war berechtigt, an der  PDC-Weltmeisterschaft 2015 in London teilzunehmen. Da Hopp sich schon vorher für die WM qualifiziert hatte, rückte Stein als Finalist nach.
Bei der WM traf er in der Vorrunde auf den Finnen Kim Viljanen. Stein schlug Viljanen mit 4:1 in Legs und zog in die 1. Hauptrunde ein. Dort spielte er gegen Stuart Kellett, den er mit 3:1 in Sets schlagen konnte. In der 2. Runde (Last 32) wartete die amtierende Nummer 1 der PDC, Michael van Gerwen. Stein gewann überraschend den ersten Satz, doch verlor am Ende mit 4:1.

## Weltmeisterschaftsresultate

### PDC
- 2015: 2. Runde (1:4-Niederlage gegen  Michael van Gerwen)